# 거문고자리
거문고자리(라틴어: Lyra)는 프톨레마이오스의 48가지 별자리 중 하나로, 국제천문연맹의 88가지 현대 별자리 중 하나이기도 하다. 한여름밤 북반구 하늘에서 찾아볼 수 있다.
거문고자리는 작은 별자리이지만, 알파별인 베가는 하늘의 아크등이라고 불리며, 북쪽 하늘에서 두 번째로 밝은 별이다. 동아시아의 별자리에서는 이 별을 중심으로 한 작은 영역이 우수(牛宿, 牽牛)에 속한 직녀(織女) 별자리가 된다.
'거문고'는 '리라(Lyra; 현악기의 일종)'를 한국의 전통악기 거문고에 빗대어 번역한 것이며, 리라는 현재도 그리스 일부 지방에서 쓰이고 있다.
거문고 자리는 북쪽으로부터 시작하여 용자리, 허큘리스자리, 여우자리, 백조자리에 둘러싸여 있다.

## 별과 천체

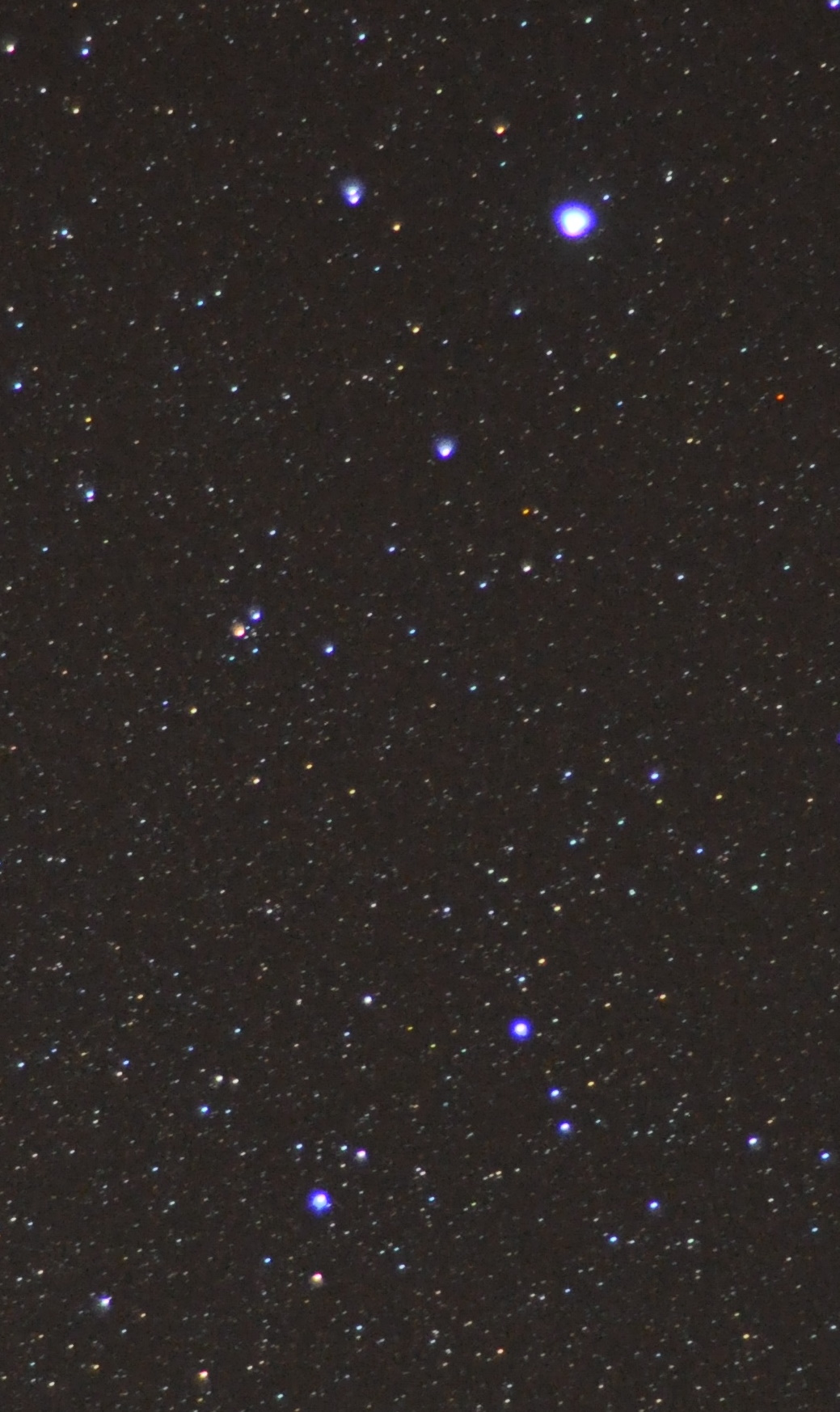
거문고자리 일대

- 거문고자리 α(베가;Vega,): 여름 하늘에서 밝은 세 개의 별로 이루어진 것 중 북서쪽의 것이 0.03 등성인 알파별 베가다. 베가는 북반구 하늘에서 2번째로 밝은 별이며, 전체 밤하늘에서는 5번째로 밝다. 스펙트럼형은 A0이며, 지구로부터 약 25.3광년 떨어져 있다.
- 거문고자리 β: 3.45 등성으로, 식변광을 일으키는 이중성이다.
- 거문고자리 δ: 푸른 빛이 도는 흰색의 6등성 별과 붉은 4 ~ 5등성의 별로 구성된 이중성이다.
- 거문고자리 ζ: 이중성이며, 쌍안경으로 구별이 가능하다.

기타 희미한 천체들은 다음과 같다.

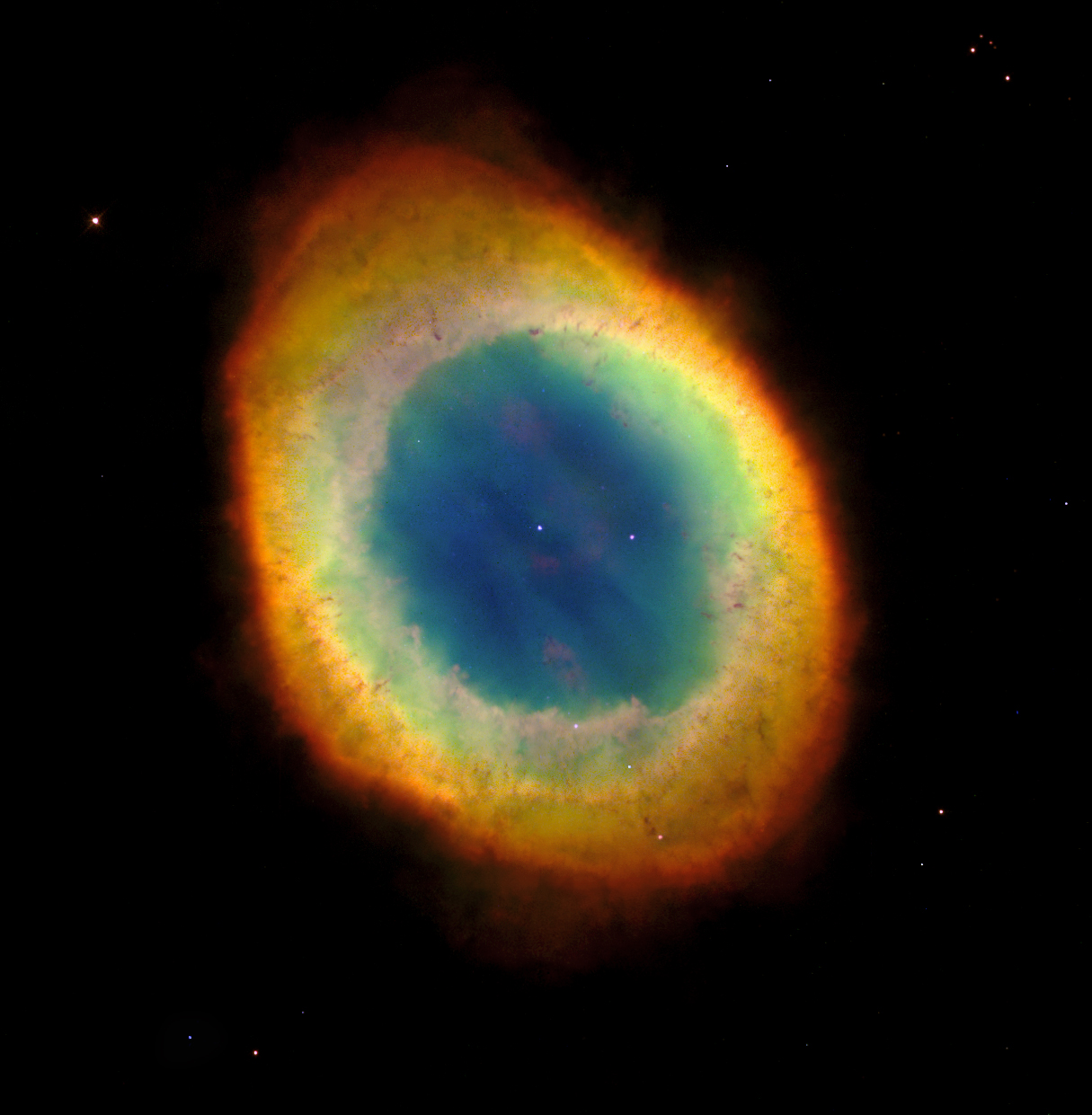
M57 고리 성운

- 거문고자리 RR: 맥동 변광성이며, 거문고자리 RR 변광성(RR Lyrae variable)이라 부른다.
- M56: 느슨한 구상성단으로, 시등급은 8.3. 약 32,900광년 정도 떨어져 있으며, 지름은 약 85광년이다.
- M57: ‘고리 성운’으로 알려져 있는 행성상 성운이다. 밝기는 8.8등급이다.
- 퀴퍼 90(Kuiper 90): '글리제 747AB'로도 알려져 있다. 태양으로부터 26광년 떨어져 있으며, 밝기는 11.26등급이다.

## 신화와 역사

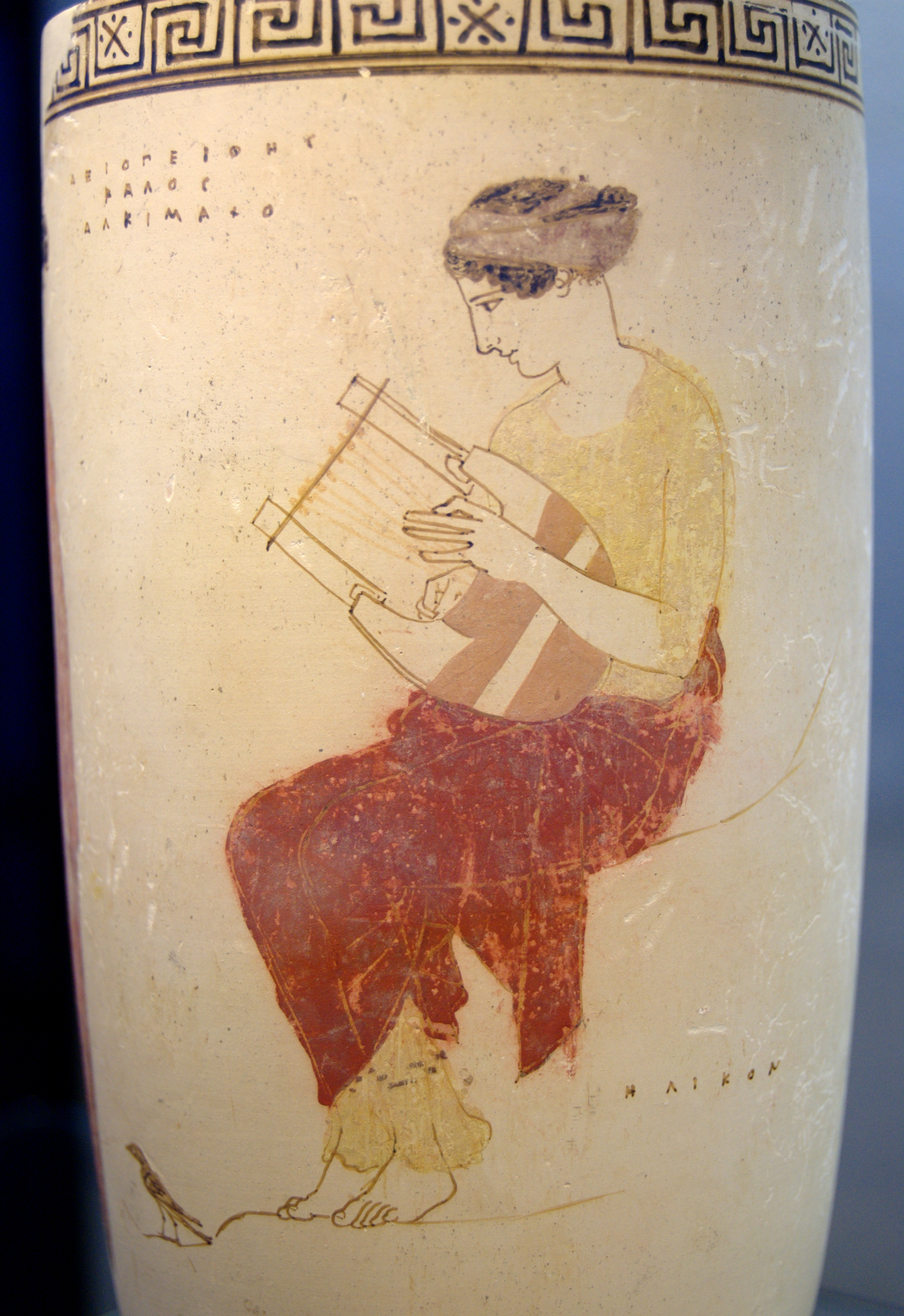
뮤즈의 리라 연주모습

- 서양: 고대 그리스 신화에 의하면, 헤르메스가 리라를 커다란 거북 껍질로 만들어 짐승의 가죽과 영양의 뿔로 덮었다고 한다. 리라 연주에 능했던 오르페우스가 죽은 뒤 제우스가 그의 리라를 하늘에 올려 별자리가 되었다.
- 동양: 천녀(天女)인 직녀 별자리와 물가(은하수)에 면한 대(臺)를 의미하는 점대 별자리에 해당된다. 이들은 모두 우수(牛宿; 견우)에 속한다. 견우와 직녀이야기가 전해지고 있다.

## 참고 문헌
- 《Autostar Suite Astronomer Edition》 CD-ROM, Meade, April 2006.